# Кайгородово (Карагайское сельское поселение)
Кайгородово — деревня в Карагайском муниципальном округе Пермского края России.

## История
Известна с 1700 года. До марта 2020 года входила в состав ныне упразднённого Карагайского сельского поселения Карагайского района.

## География
Деревня находится в западной части края, в пределах одного из северо-восточных отрогов Верхнекамской возвышенности, к югу от реки Обвы, на расстоянии приблизительно 2 километров (по прямой) к северо-востоку от села Карагай, административного центра округа.
Климат
Климат характеризуется как умеренно континентальный, с продолжительной многоснежной холодной зимой и коротким умеренно тёплым летом. Средняя многолетняя температура самого холодного месяца (января) составляет −15,7 °С (абсолютный минимум — −50 °С), температура самого тёплого (июля) — 17,6 °С (абсолютный максимум — 36 °С). Безморозный период длится в течение 100—130 дней. Среднегодовое количество осадков — 430—450 мм.

## Население
| 2010 |
| ---- |
| 44   |

Половой состав
По данным Всероссийской переписи населения 2010 года в половой структуре населения мужчины составляли 45,5 %, женщины — соответственно 54,5 %.
Национальный состав
Согласно результатам переписи 2002 года, в национальной структуре населения русские составляли 98 % из 41 чел.